# EU Voice
EU Voice (español: Voz U.E.), fue la alternativa de la Unión Europea para hacerle la competencia a Twitter.  Fue construida por el Directorado General de Servicios Digitales de la U.E. y por el Supervisor Europeo de Protección de Datos.  Tras pruebas desde principios de 2022, fue inaugurada en abril de ése año, mediante un anuncio de la Comisión Europea en Twitter.
Al cabo de dos años de servicio, solamente poseía EU Voice 18 cuentas activas, por lo que se anunció su clausura a partir de mayo de 2024.  Wojciech Wiewiórowski, el Supervisor Europeo de Protección de Datos, declaró estar «orgulloso del éxito del proyecto.»

## Objetivos
La Comisión Europea buscaba ayudar a plataformas de código abierto y plataformas privadas para retar a Twitter, Facebook, y YouTube. Thierry Breton indicó que EU Voice se inaguraba justo a tiempo ante la adquisición de Twitter por parte de Elon Musk.

## Logros
Según el Supervisor Europeo de Protección de Datos, 40 departamentos y/o políticos de la U.E. se habían adherido al sistema.  Empero, las estadísticas del sistema reportaron solamente 18 cuentas activas.
Algunas cuentas, como la de la Comisión Europea, llegaron a tener 100,000 seguidores en EU Voice en 2024 —comparativamente, la Comisión excedía un millón de seguidores en Twitter en 2022—; otras cuentas, empero, tenían mil o menos seguidores. La vicepresidente ejecutiva de la Comisión Europea para una Europa adecuada a la era digital, la danesa Margarita Vestager, tenía una cuenta, pero nunca hizo uso de ella.

## Iniciativas similares en la U.E.
En 2005, los líderes políticos de Francia y Alemania, Jacques Chirac y Gerhard Schröder anunciaron Quaero, la competencia europea de Google.  Quaero clausuró en 2013.
En 2020, el gobierno de Francia reemplazó Google con Qwant.